# 모모이 카오리
모모이 가오리(일본어: 桃井 かおり, 1951년 4월 8일 ~ )는 일본의 배우이다. 도쿄도 세타가야구 출신이다.
1971년 이치카와 곤 감독의 영화 《사랑이여 다시 한 번》에서 아사오카 루리코의 동생 역으로 데뷔했다.

## 작품

### 드라마
- 1994년 《경부보 후루하타 닌자부로》
- 1997년 《기프트》
- 2001년 《R-17》
- 2001년 《뷰티7》
- 2008년 《스캔들》

### 영화
- 1971년 《사랑이여 다시 한 번》
- 1977년 《행복의 노란 손수건》
- 1980년 《카게무샤》
- 1997년 《웰컴 미스터 맥도날드》
- 2005년 《게이샤의 추억》 - 어머니 / 마더 역
- 2005년 《더 선》
- 2006년 《무사의 체통》 - 히타노 이에 역
- 2006년 《무화과의 얼굴》(감독)
- 2007년 《스키야키 웨스턴 장고》
- 2007년 《불고기》
- 2008년 《옐로우 행커치프》
- 2009년 《스바루》
- 2012년 《헬터 스켈터》
- 2017년 《공각기동대: 고스트 인 더 쉘》